# Dakar-Fès Express
Dakar-Fès Express est la version marocaine du jeu télévisé Peking Express, diffusée depuis le 16 août 2011 sur 2M, et animée par Hicham Mesrar.

## Principe du jeu
Seize candidats, par équipe de deux, s'affrontent lors d'une course de 5 000 kilomètres disputée sur un continent.
Ils ne disposent pour tout budget de dix dirhams par jour et par personne. À chaque étape l'équipe arrivé en première position remporte une amulette d'une valeur de 20 000 dhs. Quant à l'équipe arrivée en dernière position, elle quitte l'aventure, sauf si l'enveloppe noire annonce le contraire. Cela signifie que l'équipe arrivée en dernière position lors de l'étape précédente aura un handicap lors de l'étape suivante. Ils peuvent gagner jusqu'à 250 000 DHS.

## Déroulement des saisons
| Saisons    | Équipe gagnante               | Gain      | Départ   | Arrivés | Pays traversés           |
| ---------- | ----------------------------- | --------- | -------- | ------- | ------------------------ |
| 1er (2011) | Hind et Abd el Hakim          | 210000 DH | Dakar    | Fès     | Sénégal Mauritanie Maroc |
| 2e (2012)  | Samid Ghilan et Younès Lazrak | N/A       | Sulawesi | Manado  | Indonésie                |

### Dakar-Fès Express: La Route de l'Afrique
Les seize candidats, répartis en équipes de deux personnes (amis, père et fils, frères...) doivent de Dakar rallier précipitamment Fès. Dès lors, les candidats sillonnent le Sénégal, transitant par Louga, Saint Louis, la Mauritanie même par Nouakchott, avant de conclure à Fès au Maroc.
Les candidats :
- Hind et Abd el Hakim, amis vainqueurs
- Sanaa et Younes,  frère et sœur arrivés en 2e position
- Hicham et Safaa,  Mariés éliminées lors de la finale 3ème position
- Mohamed et Amine,  amis éliminées lors de la 7e émission
- Mamadou Alboury et Sy Papa Demba,  amis éliminées lors de la 6e émission
- Nezha et Mina,  amies éliminées lors de la 4e émission
- Rachid et Abdessalam,  ne se connaissaient pas avant l'aventure éliminées lors de la 3e émission
- Kamar et Ghizlane,  amies Abandon lors de la 2e émission

### Manado Express
La diffusion de cette deuxième saison a commencé le 20 mars 2012 et s'est achevée le 28 mars 2012. Exceptionnellement, les équipes sont composées de personnalités célèbres du Maroc. Les candidats sont :
- Dounia Boutazout et Aziz Hattab, acteur et actrice.
- Samia Akariou et Nora Skalli, actrices
- Samid Ghilan et Younès Lazrak, animateurs